# Dichostatoides lobatus
Dichostatoides lobatus är en skalbaggsart som först beskrevs av Jordan 1894.  Dichostatoides lobatus ingår i släktet Dichostatoides och familjen långhorningar.
Artens utbredningsområde är:
- Angola.
- Gabon.

Inga underarter finns listade i Catalogue of Life.